# Cuchulumtic
Cuchulumtic är en ort i Mexiko.   Den ligger i kommunen Chamula och delstaten Chiapas, i den sydöstra delen av landet, 700 km öster om huvudstaden Mexico City. Cuchulumtic ligger 2 257 meter över havet och antalet invånare är 1 275.
Terrängen runt Cuchulumtic är huvudsakligen kuperad, men västerut är den bergig. Runt Cuchulumtic är det tätbefolkat, med 550 invånare per kvadratkilometer. Närmaste större samhälle är San Cristóbal de las Casas, 8,4 km sydost om Cuchulumtic. I omgivningarna runt Cuchulumtic växer huvudsakligen savannskog.